# Turniej szachowy Surakarta-Denpasar 1982
Turniej szachowy Surakarta-Denpasar 1982 – rozegrany w dwóch indonezyjskich miastach kołowy turniej szachowy, który z racji swojej licznej obsady na trwałe zapisał się w historii szachów.

## Przebieg turnieju
Zawody odbyły się w dniach od 10 lutego do 13 marca 1982 roku. Na starcie stanęło 26 zawodników z 14 państw, w tym 18 arcymistrzów. Wyjątkowość turnieju polegała na tym, iż rozegrany on został systemem kołowym, co przy tak dużej liczbie startujących jest zjawiskiem niespotykanym, przede wszystkim z powodu konieczności rozegrania 25 rund.
Turniej zorganizowała Indonezyjska Federacja Szachowa przy znacznym wsparciu żony ówczesnego prezydenta kraju, Tien Suharto. Dzięki jej patronatowi, fundusz nagród wyniósł 100 tys. USD (I nagroda - 15 tys., II nagroda - 12,5 tys.). Niezależnie od tego, arcymistrzowie z rankingiem powyżej 2500 punktów otrzymali honorarium w wysokości 1 tys. USD. Tak wysokie nagrody spowodowały liczne zgłoszenia, w tym szachistów z szerokiej światowej czołówki, choć wśród uczestników nie było ani jednego zawodnika z rankingiem min. 2600 pkt (wówczas wyznacznika przynależności do światowej elity). Prawdopodobnie na taki stan rzeczy wpływ miał rozgrywany w Mar del Placie w tym samym okresie silnie obsadzony turniej Clarin, na starcie którego stanęło sześciu graczy z rankingiem 2600 i więcej punktów. Spośród startujących w Indonezji najwyżej na liście rankingowej FIDE na dzień 1 stycznia 1982 roku notowani byli pretendenci do tytułu mistrza świata: Vlastimil Hort i Zoltan Ribli (obaj po 2590, dz. 18 miejsce) oraz Walter Browne i Larry Christiansen (obaj po 2585, dz. 23 miejsce), Giennadij Sosonko (2580, dz. 25 miejsce) i Anthony Miles (2575, dz. 27 miejsce).
Pierwsza połowa turnieju rozegrana została w mieście Surakarta, natomiast druga - w Denpasarze. Zawodnicy musieli wykazać się doskonałą kondycją i odpornością nerwową: poza wyjątkowo długim czasem trwania zawodów (ponad miesiąc), przyszło im również zmierzyć się ze specyficznym klimatem i miejscowym wyżywieniem. Dodatkowo w czasie trwania ostatniej rundy, wyspę Bali nawiedziło lekkie trzęsienie ziemi, co spowodowało panikę wśród uczestników. Jak trudnym wyzwaniem był udział w tym turnieju niech świadczy fakt, iż Duncan Suttles stracił w czasie jego trwania aż 9 kg wagi.
Od pierwszych rund na czele tabeli znajdowali się utytułowani arcymistrzowie oraz dwóch mistrzów międzynarodowych: Ron Henley i Murray Chandler. Po XVIII rundzie zdecydowanie liderował Walter Browne (13½ pkt) przed Murrayem Chandlerem i Larrym Christansenem (obaj po 12 pkt). Jednak w kolejnych rundach W. Browne zaczął remisować swoje pojedynki, co pozwoliło konkurentom na zmniejszenie dystansu (po XXIV rundzie razem prowadzili W. Browne i R. Henley). W ostatnich partiach obaj liderzy pokonali swoich przeciwników i zwyciężyli z wynikiem 17½ pkt (w 25 partiach), ale okazały puchar otrzymał amerykański arcymistrz z powodu posiadania wyższej punktacji dodatkowej. Ron Henley pokonując w ostatniej rundzie Anthony Milesa odniósł niecodzienny sukces - wypełnił normę na tytuł arcymistrza (wynoszącą 17½ pkt) i dzięki dużej liczbie partii w turnieju zdobył ten tytuł. Do udanych zaliczyć również może swój udział Bojan Kurajica, który jako jedyny nie przegrał żadnego pojedynku. Zawodnicy indonezyjscy generalnie stanowili tło dla zagranicznych gości, choć każdy z nich pokonał któregoś z arcymistrzów. Najlepiej spośród gospodarzy zaprezentował się Herman Ardiansyah, który zajął XIV miejsce.

## Wyniki końcowe
| M-ce | Tytuł | Zawodnik           | Ranking | Punkty |
| ---- | ----- | ------------------ | ------- | ------ |
| 1    | am    | Walter Browne      | 2585    | 17½    |
| 2    | mm    | Ron Henley         | 2460    | 17½    |
| 3    | mm    | Murray Chandler    | 2470    | 16     |
| 4    | am    | Larry Christiansen | 2585    | 16     |
| 5    | am    | Giennadij Sosonko  | 2580    | 16     |
| 6    | am    | Bojan Kurajica     | 2510    | 16     |
| 7    | am    | Vlastimil Hort     | 2590    | 16     |
| 8    | am    | Anthony Miles      | 2575    | 15     |
| 9    | am    | Florin Gheorghiu   | 2550    | 14½    |
| 10   | am    | Raymond Keene      | 2505    | 14     |
| 11   | am    | Zoltan Ribli       | 2590    | 14     |
| 12   | am    | Krunoslav Hulak    | 2490    | 14     |
| 13   | am    | Ljuben Spasow      | 2410    | 14     |

| M-ce | Tytuł | Zawodnik             | Ranking | Punkty |
| ---- | ----- | -------------------- | ------- | ------ |
| 14   | mm    | Herman Ardiansyah    | 2395    | 14     |
| 15   | am    | Istvan Csom          | 2505    | 13½    |
| 16   | am    | Iwan Radułow         | 2505    | 13     |
| 17   | am    | Aleksandar Matanović | 2495    | 11½    |
| 18   | am    | Orestes Rodriguez    | 2430    | 11     |
| 19   | am    | Juan Bellon Lopez    | 2400    | 9½     |
| 20   | mf    | Edhi Handoko         | 2370    | 9½     |
| 21   | mm    | Arovah Bachtiar      | 2360    | 8½     |
| 22   | mm    | Rafaelito Maninang   | 2385    | 8      |
| 23   | am    | Duncan Suttles       | 2475    | 8      |
| 24   | mf    | Ronny Gunawan        | 2345    | 7½     |
| 25   | am    | Herman Suradiradja   | 2380    | 6½     |
| 26   |       | Jacobus Sampouw      | 2305    | 4      |